# ブライアン・ロバーツ
ブライアン・マイケル・ロバーツ（Brian Michael Roberts, 1977年10月9日 - ）は、アメリカ合衆国・ノースカロライナ州ダーラム出身の元プロ野球選手（内野手）。右投両打。

## 経歴

### オリオールズ時代
サウスカロライナ大学在籍時、1999年にボルチモア・オリオールズからドラフト1巡目指名（全体50位）を受け入団。
2000年に右ヒジの手術を受け、遊撃手から二塁手へ転向。
2001年6月14日にメジャーデビューを果たし、2001年は75試合のうち51試合に遊撃手として出場したが、14失策した。
2002年は、開幕をマイナーで迎えた。ここで、本格的に二塁手としてプレイすることになった。
2003年は開幕を3Aのオタワ・リンクスで迎えたが、ジェリー・ヘアストン・ジュニアの右足の怪我によりメジャーに昇格を果たし、その後の119試合中112試合に出場して打率.270、リーグ8位の23盗塁を記録した。
2004年にはジェリー・ヘアストン・ジュニアの怪我により開幕スタメンを果たし、そのままレギュラーに定着。159試合に出場し、リーグ最多・球団新記録となる50二塁打を記録。8月9日から8月15日にかけて球団新記録となる7試合連続二塁打を記録し、9月18日のツインズ戦でシーズン47二塁打を記録し、103年ぶりにスイッチヒッターのシーズン二塁打記録を更新した。
2005年は4月に8本塁打を放ち、自己記録を更新し、4月から3か月連続で月間打率が.350を上回った。初選出となったオールスターでは二塁手として先発出場した。シーズン終盤の9月に左ヒジの脱臼のため故障者リスト入りもままシーズンを終えた。最終的な成績は打率.314・18本塁打・７3打点と打撃3部門は自己最高をマークし、45二塁打はチームメイトのミゲル・テハダに次ぐリーグ2位タイとなった。
2006年は、36盗塁を記録した。
2007年は、カール・クロフォードとともにリーグ最多タイとなる50盗塁を記録した。自己最高の89四球を記録し、得点も3年ぶりに100の大台を上回り、チャンスメーカーとして活躍。2度目のオールスター選出も果たした。ラリー・ビグビーの証言によりシーズン終了後の12月13日に公表されたミッチェル報告書で薬物の使用経験のある選手として名前が挙がった。ロバーツはすぐに一回使用したことを認め、ファンに謝罪した。
2008年6月24日のシカゴ・カブス戦で、通算1000本安打を達成した。
2009年1月20日にオリオールズと4年契約を結んだ。同年に行われたワールド・ベースボール・クラシックで、二塁手のダスティン・ペドロイアが左脇腹を痛めたため、代役としてアメリカ代表に選出された。4試合に出場し、1本塁打2打点1盗塁、打率.438だった。8月4日のデトロイト・タイガース戦で通算300本目の二塁打を記録。9月15日のタンパベイ・レイズ戦でオリオールズ歴代記録を破るシーズン52本目の二塁打を記録。最終的にこの年のリーグ最多となる56本の二塁打を記録した。
2010年はスプリング・トレーニング前に椎間板ヘルニアと診断されたが、開幕までに回復した。4月9日のトロント・ブルージェイズ戦で盗塁の際に臍下を痛め、翌日故障者リスト入りした。7月23日のミネソタ・ツインズ戦で復帰。
2011年5月16日のボストン・レッドソックス戦で一塁にヘッドスライディングした際に後頭部を負傷。残りの試合を全て欠場した。
2012年は開幕から故障者リスト入りし、5月22日にAA級ブーイ・ベイソックスでプレーを再開した。6月5日にAAA級ノーフォーク・タイズに昇格。6月12日にメジャーに復帰した。7月3日に鼠径部の痛みを訴え、故障者リスト入りした。7月29日に手術を行い、シーズンを終了した。この年は自己最低の17試合の出場にとどまった。
2013年4月4日のタンパベイ・レイズ戦で右膝の靭帯を断裂し、故障者リスト入りした。6月30日のニューヨーク・ヤンキース戦で復帰。10月31日にFAとなった。

### ヤンキース時代
2013年12月18日、ニューヨーク・ヤンキースと1年200万ドルで契約に合意したことを報道された。
2014年1月14日に球団が入団を発表した。開幕後は正二塁手として91試合に出場し、5本塁打21打点7盗塁、打率.237だったが、7月31日にスティーブン・ドリューが加入したため、8月1日にDFAとなり、8月9日に放出された。

### 引退
2014年10月、引退を表明した。

## 選手としての特徴
体格の割にスウィングが大きいが、スウィングスピードが向上したため、ストライクコースのカバーできる範囲が広い。そのため、速球を流し打ち、変化球を待つことができる。また、三振が少なく流し打ちにより、広角に打つ能力が向上し、2005年当時ブレーブスで投手コーチを務めていたレオ・マゾーニーから、「高めにも低めにも同じくらい適応でき、内角球にも素早く対応できるので、どうやって打ち取っていいのかわからない」と賞賛の言葉を得ている。脚力に優れ、二塁打が多く盗塁成功率も高い。
2004年までは、送球の際の失策が多く、特に併殺の時にその傾向が強かった。そのため数年をかけて、手首をうまく立てて投げるように送球の際の腕の角度を変えたことで、送球がより正確になり、肩もより強くなった。送球と同じく、併殺時の身体の反転技術もベースを横切る技術を習得したことで向上し、併殺をとる名手の一人となっている。併殺の起点となり、二塁から一塁へ送球する技術はメジャー有数であり、遊撃手からの捕球をバックハンドで受け、素早く取り出して投げることができる。

## 年度別打撃成績
| 年 度      | 球 団      | 試 合 | 打 席 | 打 数 | 得 点 | 安 打 | 二 塁 打 | 三 塁 打 | 本 塁 打 | 塁 打 | 打 点 | 盗 塁 | 盗 塁 死 | 犠 打 | 犠 飛 | 四 球 | 敬 遠 | 死 球 | 三 振 | 併 殺 打 | 打 率 | 出 塁 率 | 長 打 率 | O P S |
| ---------- | ---------- | ----- | ----- | ----- | ----- | ----- | -------- | -------- | -------- | ----- | ----- | ----- | -------- | ----- | ----- | ----- | ----- | ----- | ----- | -------- | ----- | -------- | -------- | ----- |
| 2001       | BAL        | 75    | 292   | 273   | 42    | 69    | 12       | 3        | 2        | 93    | 17    | 12    | 3        | 3     | 3     | 13    | 0     | 0     | 36    | 3        | .253  | .284     | .341     | .624  |
| 2002       | BAL        | 38    | 149   | 128   | 18    | 29    | 6        | 0        | 1        | 38    | 11    | 9     | 2        | 3     | 2     | 15    | 0     | 1     | 21    | 3        | .227  | .308     | .297     | .605  |
| 2003       | BAL        | 112   | 512   | 460   | 65    | 124   | 22       | 4        | 5        | 169   | 41    | 23    | 6        | 4     | 1     | 46    | 1     | 1     | 58    | 9        | .270  | .337     | .367     | .704  |
| 2004       | BAL        | 159   | 734   | 641   | 107   | 175   | 50       | 2        | 4        | 241   | 53    | 29    | 12       | 15    | 6     | 71    | 1     | 1     | 95    | 3        | .273  | .344     | .376     | .720  |
| 2005       | BAL        | 143   | 640   | 561   | 92    | 176   | 45       | 7        | 18       | 289   | 73    | 27    | 10       | 5     | 4     | 67    | 5     | 3     | 83    | 6        | .314  | .387     | .515     | .903  |
| 2006       | BAL        | 138   | 629   | 563   | 85    | 161   | 34       | 3        | 10       | 231   | 55    | 36    | 7        | 6     | 5     | 55    | 4     | 0     | 66    | 8        | .286  | .347     | .410     | .757  |
| 2007       | BAL        | 156   | 716   | 621   | 103   | 180   | 42       | 5        | 12       | 268   | 57    | 50    | 7        | 2     | 4     | 89    | 6     | 0     | 99    | 8        | .290  | .377     | .432     | .808  |
| 2008       | BAL        | 155   | 704   | 611   | 107   | 181   | 51       | 8        | 9        | 275   | 57    | 40    | 10       | 3     | 6     | 82    | 3     | 2     | 104   | 8        | .296  | .378     | .450     | .828  |
| 2009       | BAL        | 159   | 717   | 632   | 110   | 179   | 56       | 1        | 16       | 285   | 79    | 30    | 7        | 1     | 8     | 74    | 3     | 2     | 112   | 7        | .283  | .356     | .451     | .807  |
| 2010       | BAL        | 59    | 261   | 230   | 28    | 64    | 14       | 0        | 4        | 90    | 15    | 12    | 2        | 1     | 2     | 26    | 1     | 2     | 40    | 2        | .278  | .354     | .391     | .745  |
| 2011       | BAL        | 39    | 178   | 163   | 18    | 36    | 7        | 1        | 3        | 54    | 19    | 6     | 1        | 2     | 1     | 12    | 0     | 0     | 21    | 4        | .221  | .273     | .331     | .604  |
| 2012       | BAL        | 17    | 74    | 66    | 2     | 12    | 0        | 0        | 0        | 12    | 5     | 1     | 1        | 1     | 2     | 5     | 0     | 0     | 12    | 0        | .182  | .233     | .182     | .415  |
| 2013       | BAL        | 77    | 296   | 265   | 33    | 66    | 12       | 1        | 8        | 104   | 39    | 3     | 1        | 1     | 4     | 26    | 1     | 0     | 44    | 4        | .249  | .312     | .392     | .704  |
| 2014       | NYY        | 91    | 348   | 317   | 40    | 75    | 16       | 4        | 5        | 114   | 21    | 7     | 4        | 1     | 1     | 28    | 1     | 1     | 53    | 9        | .237  | .300     | .360     | .659  |
| 通算：14年 | 通算：14年 | 1418  | 6253  | 5531  | 850   | 1527  | 367      | 39       | 97       | 2263  | 542   | 285   | 73       | 48    | 49    | 609   | 26    | 13    | 844   | 82       | .276  | .347     | .409     | .756  |

- 各年度の太字はリーグ最高

### タイトル
- 盗塁王 1回：2007年